# Rockbjörnen
Rockbjörnen är ett musikpris i Sverige som är uppdelat i flera kategorier efter perspektivet Sverige och övriga världen och delas årligen ut av tidningen Aftonbladet. Tidningens läsare utser alla pristagarna och det finns således ingen jury. 
Priset delades ut första gången 1979, och är mestadels koncentrerat kring pop och rock under det gångna året. Premiäråret 1979 delades dock ett pris ut även till årets svenska dansband. Priset delades i början i regel ut tidigt under påföljande år för det år det avser.
År 2010 bestämde man sig för att göra om Rockbjörnen och fokusera mer på liveframträdanden. Rockbjörnens tidsperiod förlängdes i och med konceptutvecklingen från en månad till tre månader (hela sommaren) och priset delas numer ut i mitten av augusti varje år.
Åren 2018 till 2020 delades inte Årets grupp, Årets manliga artist och Årets kvinnliga artist ut utan enbart Årets livegrupp, Årets manliga liveartist och Årets kvinnliga liveartist.

## Statyetten
Rockbjörnen formgavs av tecknaren Anders Hamlin 1979 och är gjord av brons och trä. En rockbjörn väger 1,2 kilo.

## Var hålls Rockbjörnen?
2022
Rockbjörnen hölls på Gustaf Adolfs torg i centrala Stockholm. Det sändes också live på Aftonbladet.se och i Aftonbladets sociala medie-kanaler på Youtube och för första gången även på Tiktok.
Programledare för 2022 års upplaga var Natalie Demirian och Filip Dikmen.

## Pristagare

### Svenska pristagare
| År   | Årets svenska grupp      | Årets svenska manliga artist | Årets svenska kvinnliga artist | Årets svenska album                                               | Årets svenska låt                                              |
| ---- | ------------------------ | ---------------------------- | ------------------------------ | ----------------------------------------------------------------- | -------------------------------------------------------------- |
| 1979 | Wizex                    | Ulf Lundell                  | —                              | Ripp Rapp av Ulf Lundell                                          | —                                                              |
| 1980 | Noice                    | Ulf Lundell                  | Liza Öhman                     | Palsternacka av Dag Vag                                           | —                                                              |
| 1981 | Freestyle                | Mikael Rickfors              | Eva Dahlgren                   | Kärlek & Uppror av Ebba Grön                                      | —                                                              |
| 1982 | Gyllene Tider            | Ulf Lundell                  | Anni-Frid Lyngstad             | Kär och galen av Ulf Lundell                                      | —                                                              |
| 1983 | Raj Montana Band         | Magnus Uggla                 | Agnetha Fältskog               | Välkommen till folkhemmet av Magnus Uggla                         | —                                                              |
| 1984 | Ratata                   | Dan Hylander                 | Eva Dahlgren                   | Chess av Björn Ulvaeus, Benny Andersson och Tim Rice              | —                                                              |
| 1985 | Imperiet                 | Joakim Thåström              | Anne-Lie Rydé                  | Blå himlen blues av Imperiet                                      | —                                                              |
| 1986 | Europe                   | Magnus Uggla                 | Marie Fredriksson              | Den döende dandyn av Magnus Uggla                                 | —                                                              |
| 1987 | Ratata                   | Orup                         | Marie Fredriksson              | Efter stormen av Marie Fredriksson                                | —                                                              |
| 1988 | Roxette                  | Tommy Nilsson                | Marie Fredriksson              | Look Sharp! av Roxette                                            | —                                                              |
| 1989 | Roxette                  | Orup                         | Marie Fredriksson              | 35-åringen av Magnus Uggla                                        | —                                                              |
| 1990 | Creeps                   | Niklas Strömstedt            | Titiyo                         | Tillfälligheternas spel av Tomas Ledin                            | —                                                              |
| 1991 | Roxette                  | Tomas Ledin                  | Eva Dahlgren                   | Joyride av Roxette                                                | —                                                              |
| 1992 | Roxette                  | Mauro Scocco                 | Lisa Nilsson                   | Himlen runt hörnet av Lisa Nilsson                                | Himlen runt hörnet av Lisa Nilsson                             |
| 1993 | Atomic Swing             | Magnus Uggla                 | Louise Hoffsten                | Alla får påsar av Magnus Uggla                                    | Lilla fågel blå av Staffan Hellstrand                          |
| 1994 | Nordman                  | Uno Svenningsson             | Lisa Ekdahl                    | Nordman av Nordman                                                | Vandraren av Nordman                                           |
| 1995 | Just D                   | Olle Ljungström              | Robyn                          | Ingenmansland av Nordman                                          | Fiskarna i haven av Idde Schultz                               |
| 1996 | Jumper                   | E-Type                       | Dilba                          | Verkligen av Kent                                                 | Gå & fiska! av Gyllene Tider                                   |
| 1997 | Kent                     | Eagle Eye Cherry             | Cajsalisa Ejemyr               | Isola av Kent                                                     | Save Tonight av Eagle-Eye Cherry                               |
| 1998 | The Cardigans            | E-Type                       | Emilia Rydberg                 | Gran Turismo av The Cardigans                                     | Big Big World av Emilia Rydberg                                |
| 1999 | Kent                     | Orup                         | Robyn                          | Det är ni som e dom konstiga, det är jag som e normal av Thåström | Musik Non Stop av Kent                                         |
| 2000 | The Ark                  | Håkan Hellström              | Feven                          | Känn ingen sorg för mig Göteborg av Håkan Hellström               | Hiphopper av Thomas Rusiak feat. Teddybears Sthlm              |
| 2001 | Lambretta                | Håkan Hellström              | Lisa Miskovsky                 | Tillbaks på ruta 1 av Patrik Isaksson                             | Come Along av Titiyo                                           |
| 2002 | Kent                     | Håkan Hellström              | Robyn                          | Vapen & ammunition av Kent                                        | Kom Igen Lena! av Håkan Hellström                              |
| 2003 | Kent                     | Per Gessle                   | Lisa Miskovsky                 | Mazarin av Per Gessle                                             | Här kommer alla känslorna (på en och samma gång) av Per Gessle |
| 2004 | Gyllene Tider            | Lars Winnerbäck              | Lena Philipsson                | Finn 5 fel! av Gyllene Tider                                      | Walk Idiot Walk av The Hives                                   |
| 2005 | Bodies Without Organs    | Darin                        | Laleh                          | Du & jag döden av Kent                                            | Alla vill till himmelen men ingen vill dö av Timbuktu          |
| 2006 | BWO                      | Lars Winnerbäck              | Lisa Miskovsky                 | Changes av Lisa Miskovsky                                         | 7milakliv av Martin Stenmarck                                  |
| 2007 | Sahara Hotnights         | Lars Winnerbäck              | Sonja Aldén                    | Tillbaka till samtiden av Kent                                    | Om du lämnade mig nu av Lars Winnerbäck & Miss Li              |
| 2008 | Takida                   | Lars Winnerbäck              | Amanda Jenssen                 | För sent för edelweiss av Håkan Hellström                         | Feelgood av Ola                                                |
| 2010 | Kent                     | Lars Winnerbäck              | Robyn                          | —                                                                 | Från och med du av Oskar Linnros                               |
| 2011 | The Ark                  | Håkan Hellström              | Veronica Maggio                | —                                                                 | Jag kommer av Veronica Maggio                                  |
| 2012 | Den Svenska Björnstammen | Timbuktu                     | Loreen                         | —                                                                 | Euphoria av Loreen                                             |
| 2013 | Mando Diao               | Håkan Hellström              | Zara Larsson                   | —                                                                 | Det kommer aldrig va över för mig av Håkan Hellström           |
| 2014 | The Fooo Conspiracy      | Håkan Hellström              | Zara Larsson                   | —                                                                 | Hela huset av Veronica Maggio                                  |
| 2015 | The Fooo Conspiracy      | Måns Zelmerlöw               | Zara Larsson                   | —                                                                 | Heroes av Måns Zelmerlöw                                       |
| 2016 | The Fooo Conspiracy      | Håkan Hellström              | Miriam Bryant                  | —                                                                 | Ett sista glas av Miriam Bryant                                |
| 2017 | Kent                     | Håkan Hellström              | Zara Larsson                   | —                                                                 | Only You av Zara Larsson                                       |
| 2018 | (Hov1)                   | (Benjamin Ingrosso)          | (Zara Larsson)                 | —                                                                 | Without You av Avicii                                          |
| 2019 | (Hov1)                   | (Benjamin Ingrosso)          | (Molly Sandén)                 | —                                                                 | SOS av Avicii                                                  |
| 2020 | (Mando Diao)             | (Victor Leksell)             | (Molly Sandén)                 | —                                                                 | Svag av Victor Leksell                                         |
| 2021 | Smith & Tell             | Benjamin Ingrosso            | Molly Sandén                   | —                                                                 | Allt det vackra av Benjamin Ingrosso                           |
| 2022 | Abba                     | Benjamin Ingrosso            | Miss Li                        | —                                                                 | Hold me closer av Cornelia Jakobs                              |
| 2023 | Hooja                    | Benjamin Ingrosso            | Miss Li                        | —                                                                 | Banan, melon, kiwi och citron av Hooja                         |
| 2024 | Marcus & Martinus        | Benjamin Ingrosso            | Zara Larsson                   | —                                                                 | Red light av Omar Rudberg                                      |

### Utländska pristagare
| År   | Årets utländska grupp | Årets utländska artist | Årets utländska album                                 | Årets utländska låt                                             |
| ---- | --------------------- | ---------------------- | ----------------------------------------------------- | --------------------------------------------------------------- |
| 1979 | —                     | —                      | Communiqué av Dire Straits                            | —                                                               |
| 1980 | The Police            | Bruce Springsteen      | The Wall av Pink Floyd                                | —                                                               |
| 1981 | The Police            | Kim Wilde              | Tattoo You av The Rolling Stones                      | —                                                               |
| 1982 | Rolling Stones        | David Bowie            | Avalon av Roxy Music                                  | —                                                               |
| 1983 | The Police            | David Bowie            | Colour by Numbers av Culture Club                     | —                                                               |
| 1984 | Alphaville            | Prince                 | Forever Young av Alphaville                           | —                                                               |
| 1985 | Dire Straits          | Bruce Springsteen      | Brothers in Arms av Dire Straits                      | —                                                               |
| 1986 | Eurythmics            | Bruce Springsteen      | Revenge av Eurythmics                                 | —                                                               |
| 1987 | U2                    | Michael Jackson        | The Joshua Tree av U2                                 | —                                                               |
| 1988 | U2                    | Bruce Springsteen      | Rattle and Hum av U2                                  | —                                                               |
| 1989 | Milli Vanilli         | Madonna                | Like a Prayer av Madonna                              | —                                                               |
| 1990 | Depeche Mode          | Sinéad O'Connor        | Blaze of Glory av Jon Bon Jovi                        | —                                                               |
| 1991 | Guns N' Roses         | Bryan Adams            | Waking up the Neighbours av Bryan Adams               | —                                                               |
| 1992 | Guns N' Roses         | Madonna                | Dangerous av Michael Jackson                          | Sweat (a la la la long) av Inner Circle                         |
| 1993 | Aerosmith             | Meat Loaf              | Get a Grip av Aerosmith                               | Runaway Train av Soul Asylum                                    |
| 1994 | R.E.M.                | Mariah Carey           | Monster av R.E.M.                                     | Love Is All Around av Wet Wet Wet delade med Always av Bon Jovi |
| 1995 | Oasis                 | Björk                  | (What's the Story) Morning Glory av Oasis             | Gangsta's Paradise av Coolio                                    |
| 1996 | The Fugees            | Alanis Morisette       | Jagged Little Pill av Alanis Morisette                | Killing Me Softly av The Fugees                                 |
| 1997 | The Verve             | Puff Daddy             | Urban Hymns av The Verve                              | I'll Be Missing You av Puff Daddy                               |
| 1998 | Five                  | Madonna                | Ray of Light av Madonna                               | Believe av Cher                                                 |
| 1999 | Red Hot Chili Peppers | Britney Spears         | Californication av Red Hot Chili Peppers              | The Bad Touch av Bloodhound Gang                                |
| 2000 | Red Hot Chili Peppers | Eminem                 | The Marshall Mathers LP av Eminem                     | Stan av Eminem                                                  |
| 2001 | Linkin Park           | Robbie Williams        | Hybrid Theory av Linkin Park                          | Can't Get You out of My Head av Kylie Minogue                   |
| 2002 | Red Hot Chili Peppers | Eminem                 | The Eminem Show av Eminem                             | By the Way av Red Hot Chili Peppers                             |
| 2003 | Evanescence           | Robbie Williams        | Life For Rent av Dido                                 | Hey Ya av Outkast                                               |
| 2004 | Maroon 5              | Anastacia              | Anastacia av Anastacia                                | This Love av Maroon 5                                           |
| 2005 | Green Day             | James Blunt            | Confessions on a Dance Floor av Madonna               | You're Beautiful av James Blunt                                 |
| 2006 | Red Hot Chili Peppers | Justin Timberlake      | I'm Not Dead av Pink                                  | Crazy av Gnarls Barkley                                         |
| 2007 | Tokio Hotel           | Timbaland              | Timbaland Presents Shock Value av Timbaland           | Apologize av One Republic                                       |
| 2008 | Coldplay              | Duffy                  | Viva la Vida or Death and All His Friends av Coldplay | Viva la Vida av Coldplay                                        |
| 2010 | —                     | —                      | —                                                     | World Behind My Wall av Tokio Hotel                             |
| 2011 | —                     | —                      | —                                                     | Born This Way av Lady Gaga                                      |
| 2012 | —                     | —                      | —                                                     | Somebody That I Used To Know av Gotye                           |
| 2013 | —                     | —                      | —                                                     | Let Her Go av Passenger                                         |
| 2014 | —                     | —                      | —                                                     | All of Me av John Legend                                        |
| 2015 | —                     | —                      | —                                                     | Love Me Like You Do av Ellie Goulding                           |
| 2016 | —                     | —                      | —                                                     | Hello av Adele                                                  |
| 2017 | —                     | —                      | —                                                     | Shape of You av Ed Sheeran                                      |
| 2018 | —                     | —                      | —                                                     | In my blood av Shawn Mendes                                     |
| 2019 | —                     | —                      | —                                                     | Shallow av Lady Gaga och Bradley Cooper                         |
| 2020 | —                     | —                      | —                                                     | On av BTS                                                       |
| 2021 | —                     | —                      | —                                                     | Dynamite av BTS                                                 |
| 2022 | —                     | —                      | —                                                     | Bad habits av Ed Sheeran                                        |
| 2023 | —                     | —                      | —                                                     | Flowers av Miley Cyrus                                          |
| 2024 | —                     | —                      | —                                                     | Texas hold ’em av Beyoncé                                       |

### Övriga priser
| 2002 | The Sounds          | —                        | —                                 |                         |                              |                                         |                |
| 2003 | Pauline             | —                        | —                                 |                         |                              |                                         |                |
| 2004 | Ana Johnsson        | —                        | —                                 |                         |                              |                                         |                |
| 2005 | Laleh               | —                        | —                                 |                         |                              |                                         |                |
| 2006 | Sebastian Karlsson  | —                        | —                                 |                         |                              |                                         |                |
| 2007 | Måns Zelmerlöw      | The Ark                  | Kid Down                          |                         |                              |                                         |                |
| 2008 | Amanda Jenssen      | Håkan Hellström          | Billie the Vision and the Dancers |                         |                              |                                         |                |
|      | Årets genombrott    | Årets livegrupp          | Årets manliga liveartist          | Årets kvinnliga liveakt | Årets liveakt metal/hårdrock | Årets konsert                           | Årets festival |
| 2010 | Oskar Linnros       | Kent                     | Lars Winnerbäck                   | Robyn                   | —                            | Welcome to Humanoid City av Tokio Hotel | Peace & Love   |
| 2011 | Daniel Adams-Ray    | The Ark                  | Håkan Hellström                   | Veronica Maggio         | Metallica/Iron Maiden        | Mando Diao på Peace & Love              | Peace & Love   |
| 2012 | Moa Lignell         | Den svenska björnstammen | Timbuktu                          | Loreen                  | Dead by April                | Bruce Springsteen på Ullevi             | —              |
| 2013 | Zara Larsson        | Mando Diao               | Håkan Hellström                   | Zara Larsson            | Sabaton                      | Håkan Hellström på Slottsskogsvallen    | —              |
| 2014 | The Fooo Conspiracy | The Fooo Conspiracy      | Håkan Hellström                   | Zara Larsson            | Sabaton                      | Håkan Hellström                         | —              |
| 2015 | Tove Lo             | The Fooo Conspiracy      | Måns Zelmerlöw                    | Zara Larsson            | Europe                       | The Fooo Conspiracy på Skansen          | —              |
| 2016 | Frans               | The Fooo Conspiracy      | Håkan Hellström                   | Miriam Bryant           | Takida                       | Håkan Hellström                         | —              |
| 2017 | Hov1                | Kent                     | Håkan Hellström                   | Zara Larsson            | —                            | Håkan Hellström                         | —              |
| 2018 | Felix Sandman       | Hov1                     | Benjamin Ingrosso                 | Zara Larsson            | —                            | Hov1                                    | —              |
| 2019 | Victor Leksell      | Hov1                     | Benjamin Ingrosso                 | Molly Sandén            | —                            | Hov1                                    | —              |
| 2020 | Molly Hammar        | Mando Diao               | Victor Leksell                    | Molly Sandén            | —                            | —                                       | —              |
| 2021 | Clara Klingenström  | —                        | —                                 | —                       | —                            | —                                       | —              |
| 2022 | Cornelia Jakobs     | —                        | —                                 | —                       | —                            | —                                       | —              |
| 2023 | Hooja               | —                        | —                                 | —                       | —                            | —                                       | —              |
| 2024 | Gunilla Persson     | —                        | —                                 | —                       | —                            | —                                       | —              |

|      | Årets fans              | Årets Grönan Live-akt |
| ---- | ----------------------- | --------------------- |
| 2014 | Foooers                 | —                     |
| 2015 | Foooers                 | —                     |
| 2016 | Håkan Hellström-fans    | —                     |
| 2017 | Håkan Hellström-fans    | —                     |
| 2018 | Hov1-fans               | —                     |
| 2019 | Hov1-fans               | —                     |
| 2020 | BTS army                | —                     |
| 2021 | Molly Sandén-fans       | —                     |
| 2022 | Benjamin Ingrosso-fans  | —                     |
| 2023 | Hoojas fans             | —                     |
| 2024 | Benjamin Ingrossos fans | Omar Rudberg          |

### Århundradets pristagare
| År   | Århundradets svenska grupp/artist | Århundradets utländska grupp/artist |
| ---- | --------------------------------- | ----------------------------------- |
| 1999 | Abba                              | The Beatles                         |

## Kvalifikationer

### Årets kvinnliga liveartist, Årets manliga liveartist & Årets livegrupp
Artisten ska spela minst tre tillfällen i Sverige, minst tre låtar och framförandet ska vara öppet för vanlig publik (fans) framför scenen (ej endast via TV). Konserterna ska ha ägt rum i Sverige. 

### Årets genombrott
Tidigare hette priset Årets Nykomling. Artisten ska ha spelat i Sverige för allmänheten vid minst tre tillfällen. Behöver ej vara hela egna konserter. Kan till exempel vara Rix FM-Festival.

### Årets konsert
Framförandet ska vara artistens egen konsert (inte konserter som Rix FM-festivalen) i Sverige . Räcker med ett tillfälle.

### Årets hårdrock/metall
Artisten kan vara både svensk eller utländsk och måste vara aktuell med turné under perioden.

### Tidsperiod
För samtliga kategorier gäller tidsperioden: Från dagen efter Rockbjörnen-galan tills då röstningsformuläret stänger. Till exempel för år 2012: 1 september 2011 till den 2 augusti 2012